# Cherhill
Cherhill – wieś w Anglii, w hrabstwie Wiltshire. Leży 40 km na północ od miasta Salisbury i 127 km na zachód od Londynu.